# Hilarempis tucuna
Hilarempis tucuna är en tvåvingeart som beskrevs av Smith 1962. Hilarempis tucuna ingår i släktet Hilarempis och familjen dansflugor. Inga underarter finns listade i Catalogue of Life.